# Коктогайський сільський округ
Коктога́йський сільський округ (каз. Көктоғай ауылдық округі, рос. Коктогайский сельский округ) — адміністративна одиниця у складі Індерського району Атирауської області Казахстану. Адміністративний центр та єдиний населений пункт — село Коктогай.
Населення — 2465 осіб (2021; 2418 у 2009, 2378 у 1999, 2231 у 1989).
Станом на 1989 рік існувала Зеленівська сільська рада (села Зелене, Каракамис, Муханалі).

## Склад
До складу округу входять такі населені пункти:
| Населений пункт | Колишні назви | Населення, осіб (1989) | Населення, осіб (1999) | Населення, осіб (2009) | Населення, осіб (2021) |
| --------------- | ------------- | ---------------------- | ---------------------- | ---------------------- | ---------------------- |
| Каракамис, село | -             | 142                    | -                      | -                      | -                      |
| Коктогай, село  | Зелене        | 1926                   | 2378                   | 2418                   | 2465                   |
| Муханалі, село  | -             | 163                    | -                      | -                      | -                      |